# A.J. Puk
Andrew Jacob Puk (Mineápolis, Minnesota, 25 de abril de 1995), más conocido como A.J. Puk, es un jugador profesional estadounidense de béisbol que se desempeña en la posición de lanzador en Arizona Diamondbacks, equipo de las Grandes Ligas de Béisbol (MLB).

## Carrera
Puk hizo su debut en la MLB con el equipo Oakland Athletics, en el cual jugó tres temporadas (2019, 2021-2022), después pasó a Miami Marlins (2023-2024), posteriormente a Arizona Diamondbacks, donde lleva jugando una temporada.